# Free (raperka)
Free, właściwie Marie Wright (ur. 7 lutego 1968 w Bostonie) – amerykańska raperka.

## Dyskografia
- Free's World (2004)